# 蘇霍季爾卡河
蘇霍季爾卡河（烏克蘭語：Суходілка）是烏克蘭的河流，位於該國西部，屬於達維季夫卡河的右支流，發源自謝利西科和托夫希夫之間，流經利沃夫州，河道全長21公里，流域面積96平方公里。